# 丹達臘黃道帶
26°8′30″N 32°40′13″E / 26.14167°N 32.67028°E

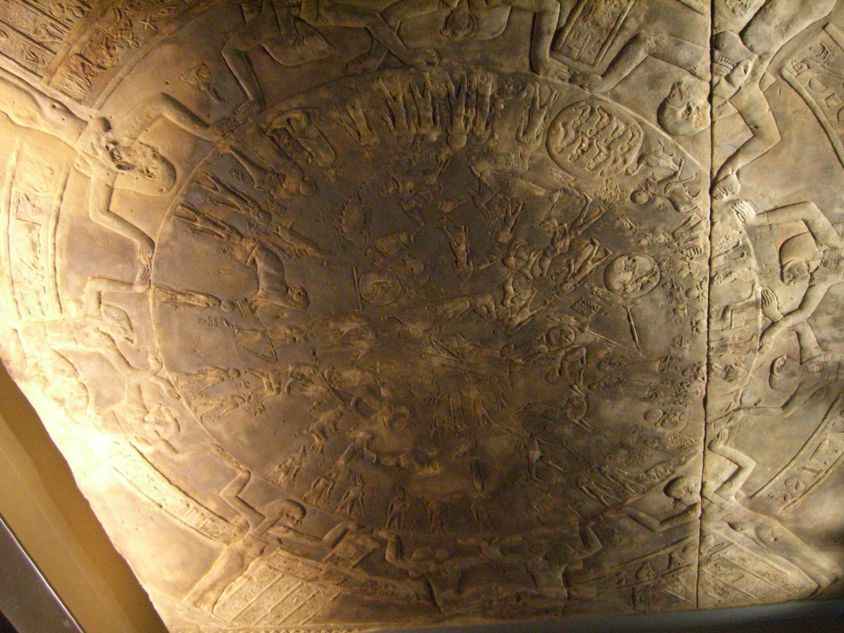
丹達臘黃道帶正展示在羅浮宮博物館。

丹達臘黃道帶（Dendera zodiac or Denderah zodiac）是出自於埃及地區丹達臘哈托爾神廟（Hathor temple at Dendera）的天文雕塑，是一件舉世聞名的古埃及宗教主題淺浮雕，它被設置在歐西里斯禮拜堂“門廊”上方的天花板，當中包含了金牛座（聖牛）和天秤座（天秤）的天文圖像。這座禮拜堂在埃及托勒密王朝晚期開始建立；其“门廊”是由羅馬帝國第二任皇帝提貝里烏斯所擴建的。因為這個因素，導致法人让-弗朗索瓦·商博良在鑑定這浮雕的確切年代只有追溯到希臘－羅馬時期，但是與他大多數同時代的人則相信這座禮拜堂應該是在更早的古埃及新王國時期就已經建造了。約翰·H·羅杰斯（John H. Rogers）描述這件浮雕的特性為“我們所唯一擁有最完整的古老天像圖（the only complete map that we have of an ancient sky）”，另外，亦有人推測丹達臘黃道帶所表達的天體運行基本原則與原理是成為日後西方天文學系統所依循的根據。這件浮雕今日珍藏在巴黎羅浮宮博物館並且向遊客展示著。

## 蝕相的日期

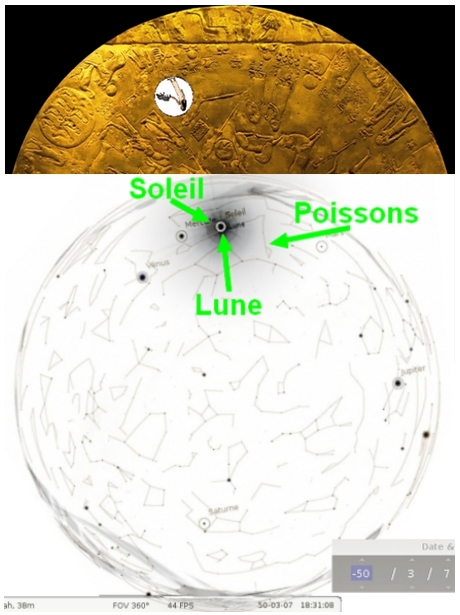
發生在西元前51年3月7日的日蝕。

荷蘭烏特勒支大學專門從事埃及古物学電腦輔助研究的中心人物希薇·考维尔（Sylvie Cauville）與艾力克·阿尔伯格（Éric Aubourg）在鑑定這件文物的年代是追朔到西元前50年，他們是透過一項古埃及人在已知天空上的五個行星其所配置星象格局排列來進行考察：由其顯示的兩次蝕相（日月蝕）日期進行了鑑定，後發現到每一千年將會發生一次天文上蝕相的天文現象。
蝕相日期鑑定如下：
日蝕鑑定顯示：它是發生在西元前51年3月7日：祂是由一個圓圈內畫有伊西斯女神握住一隻狒狒（托特神的另一象徵）尾巴的圖案來表示著。
月蝕鑑定顯示：它是發生在西元前52年9月25日：祂是由一個圓圈內畫有一隻荷魯斯之眼的圖案來表示著。

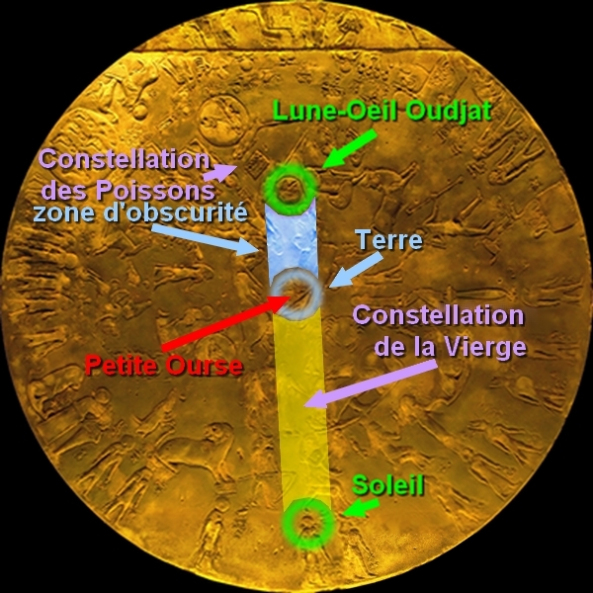
發生在西元前52年9月25日的月蝕。

## 描述
丹達臘黃道帶是一幅平面投影上的星盤，也就是古埃及人標示星宿位置的天体图，這幅星盤描繪了黃道帶上的12星座，因為每個星座在黄道带上各佔30°（一個黃道帶視為一個360°的圓，將之分割為12等分，剛好每一等分為30°），而且又被詳細劃分為36個區間（decans，音譯為德肯、德坎），每個區間是10°，所以也稱之為「十分度」，大約10天為一個十分度，最後也標示出天空中的行星。
這個區間正式的術語應該稱之為──旬星，是古埃及天文學設置的36組星群（亦名為小星座〔small constellations〕），這些星群皆屬一等星。這36旬星被運用在古埃及历法之中，它們是以大約30天左右的太陰週期和恆星索蒂斯（Sothis，天狼星）偕日升為基礎所制定出來的。

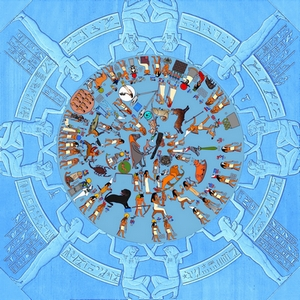
丹達臘黃道帶著以原來的顏色（復原圖）。

黃道帶以圓形的雕塑形式來表現在古埃及藝術中可以說是獨一無二的。因為通常的習慣是與哈托爾相同之神廟門廊多採用矩形的黃道帶雕塑形式來裝飾。

### 詳細解讀丹達臘黃道帶內容
這個雕塑的最外圍有八個圓弧，它們象徵著天盤，當中穿插四名女性人像和四對（八名，且兩兩一對）猎鹰头人像（應該為神靈），女性人像和猎鹰头人像彼此呈45°排列，其意義表示由祂們托起天盤。天盤之中的第一環（復原圖中彩色圖案的最外圈）繪有36尊神靈象徵著埃及曆法上的36旬星或星群，用來確定古埃及年份的36个“旬日”，每個旬日被視為古埃及人的一個“星期”（類似中國古代使用的“旬日”概念，一旬等於十天），所以古埃及曆法一年名義上有360天（其中有5天被排除在外，而這5天則稱為歲餘日〔Epagomenal Days〕）；另外36旬星又被用來確定古埃及人的夜間時刻為12小時。
在往內一環，會發現到星座，顯示出黃道十二星座。其中有些是在相同的希臘羅馬肖像形式之中作為他們熟悉相对应的星座肖像形式來表示著（譬如，公羊座、金牛座、天蝎座，以及摩羯座，儘管与古希臘和後來的阿拉伯西部發展的慣例常規相比下，大多數是在奇特的方向之中），同時其他以更具埃及的形式顯示的有：寶瓶座表示為洪水之神、尼羅河神哈匹，拿著兩個瓶子在噴著水。羅傑斯注意到陌生肖像與三塊仍保存著的“塞琉古黃道帶（Seleucid zodiac）”石板一同的相似性，並且兩者都是關係到邊界石（kudurru，音譯為库都路、庫杜如）的表示法：簡而言之，羅傑斯認為丹達臘黃道帶是“美索不達米亞黃道帶的完整副本（a complete copy of the Mesopotamian zodiac）”。

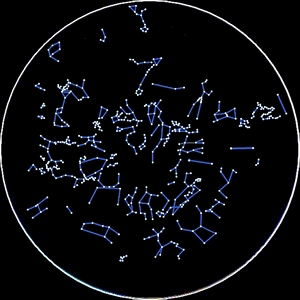
丹達臘黃道帶連同克勞狄烏斯·托勒密的48個星群一起清楚確定了位在黃道帶上呈現的12個星群。

## 歷史
於拿破崙在埃及的戰役（1798年～1801年）期間，维旺·德农繪製了圓形的黃道帶，這是更廣為人知的一個，並且還有矩形的黃道帶。在1802年時，在拿破崙的遠征之後，德儂在他的《下埃及與上埃及之旅》（Voyage dans la Basse et la Haute Egypte）一書中出版了神廟天花板上的雕飾。這些即引起了關於黃道帶表示的年代之議論，範圍從好几万年到一千年到幾百年，以及黃道帶是一個 活動星圖還是一個占星盤。塞巴斯蒂安·路易·索尼耶（Sébastien Louis Saulnier），一名骨董经销商，委託克洛德·勒洛蘭（Claude Lelorrain）以鋸子、千斤頂（jacks）、剪刀以及火藥對圓形的黃道帶進行拆除。這黃道帶天花板在1821年時被遷移到波旁王室復辟的巴黎（Restoration Paris，這裡指的是路易十八在1814至1824年重建統治的時期中1815年的第二次復辟統治巴黎的期間），並且到了1822年，由路易十八安置在皇家圖書館（後來被稱之為法國國家圖書館）。在1922年時，這黃道帶從那裡遷移到羅浮宮。

## 關於“丹達臘事務”
圍繞於這黃道帶的議論，被稱之為“丹達臘事務（Dendera Affair）”，參與人員是像約瑟夫·傅立葉（他估計這黃道帶的年代是西元前2500年）這樣的人士。商博良，此外還有其他的人士，相信著祂是一個宗教性的黃道帶。商博良把這黃道代的年代寄託在西元四世紀。喬治·居維葉則把日期寄託在西元123年到西元147年。他對追溯問題的討論被看作是他在1820年代對於這黃道帶所理解的一項有意思推理之總結。

## 延伸閱讀
- Sébastien Louis Saulnier, Claude Lelorrain, Notice sur le voyage de M. Lelorrain en Égypte載於Google圖書, Éditions Sétier, 1822.
- Nicolas B. Halma, Examen et explication du zodiaque de Denderah comparé au globe céleste antique d'Alexandrie, Éditions Merlin, 1822.
- J. Chabert, L. D. Ferlus, Mahmoud Saba, Explication du zodiaque de Denderah (Tentyris), Éditions Guiraudet, 1822.
- Charles de Hesse, La pierre zodiacale du Temple de Dendérah, Éditions André Seidelin, 1824.
- Franz Joseph Lauth, Les zodiaques de Denderah, Éditions C. Wolf et Fils, 1865.
- Letronne Antoine-Jean, Analyse critique des représentations zodiacales de Dendéra et d'Esné, Imprimerie Royale, 1855.
- Jean Saint-Martin, Notice sur le zodiaque de Denderah, Éditions C.J. Trouvé, 1822.
- Jean-Baptiste Prosper Jollois（英语：Jean-Baptiste Prosper Jollois）; Édouard de Villiers du Terrage（英语：Édouard de Villiers du Terrage）, Recherches sur les bas-reliefs astronomiques des Égyptiens, Carilian-Goeury, 1834.
- Jacques-Joseph Champollion-Figeac（英语：Jacques-Joseph Champollion-Figeac）, Égypte ancienne，第PP9頁，載於Google圖書, Firmin Didot, 1832.[13]
- Buchwald, Jed Z. et Diane Greco Josefowicz, Le zodiaque de Paris: controverse au sujet d'un artefact égyptien antique qui a suscité un débat moderne entre la science et la religion, Princeton University Press, 2011.
- Éric Aubourg, La date de conception du temple d'Hathor à Dendérah, BIFAO（英语：BIFAO）, 1995
- Sylvie Cauville :
  - Le temple de Dendérah, IFAO, 1995,
  - Le temple d'Isis à Dendéra, BSFE 123, 1992,
  - Le zodiaque d'Osiris, Peeters, 1997.
  - L'Œil de Ré, Pygmalion, 1999.
- Jean-Baptiste Biot, Recherches sur plusieurs points de l'astronomie égyptienne appliquées aux monuments astronomiques trouvés en Égypte，第PR3頁，載於Google圖書, Firmin Didot, 1823.

## 外部連結
- The Zodiac（页面存档备份，存于）在羅浮宮館藏資料庫。（法文）
- Gyula Priskin, The Dendera zodiacs as narratives of the myth of Osiris, Isis, and the child Horus（页面存档备份，存于） ENiM 8 (2015), 133-185.